# Lorenz Lindelöf

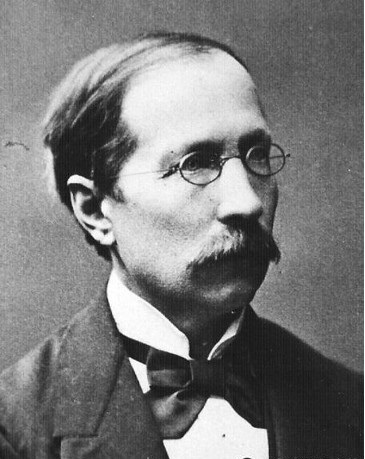
Lorenz Lindelöf

Lorenz Leonard Lindelöf (Karvia, então Rússia, 13 de novembro de 1827 — Helsinque, 3 de março de 1908) foi um matemático e astrônomo finlandês.
Pai do também matemático Ernst Leonard Lindelöf.

## Obras
- Limites entre lesquelles le caténoïde est une surface minima, Acta Soc. Scient. Fenn., No. 9, 1871.
- Lårobok i analytisk Geometri, Helsingfors, 1877 (Livro Texto de Geometria Analítica, em sueco)
- Trajectoire d'un corps assujetti à se mouvoir sur la surface de la terre sous l'influence de la rotation terrestre, Acta Soc. Scient. Fenn., No. 16, 1888
- Variationskalkylens teori och des andvändning till bestämmande af multipla integralers maxima och minima, 1855
- Nouvelle demonstration d´un théorème fondamental du calcul de variations, Compte Rendus Acad. Sci. Paris, 1861
- Recherches sur les polyèdres maxima, Acta Soc. Scient. Fenn., No. 24, 1898.
- com A. Moigno Leçons de calcul des variations, Paris: Mallet-Bachelier, 1861